# Batrachoseps campi
 (енгл. Inyo Mountains salamander) је водоземац из реда репатих водоземаца (Caudata) и породице безплућњака (Plethodontidae). 

## Распрострањење
Ареал врсте је ограничен на једну државу. Сједињене Америчке Државе су једино познато природно станиште врсте.

## Станиште
Станишта врсте су слатководна подручја и пустиње. 

## Угроженост
Ова врста се сматра угроженом.